# Jarl di Lade
I Jarl di Lade (norvegese moderno) o Hlaðir (in norreno), furono una dinastia di governanti norvegesi, molto influenti tra il secolo IX e il secolo XI. Lade si trova nella parte est di Trondheim, costeggiando il Trondheimsfjord. Di seguito sono indicati gli Jarl di Lade:
- Hákon Grjótgarðsson, o Hàkon il Ricco, fu il primo Jarl e alleato di Harald I di Norvegia nella unificazione della Norvegia;
- Sigurðr Hákonarson, amico e consigliere di Haakon I di Norvegia;
- Haakon Sigurdsson, re di fatto della Norvegia;
- Eiríkr Hákonarson, governatore della maggior parte della Norvegia sotto Sweyn I di Danimarca;
- Sveinn Hákonarson, governatore di una parte della Norvegia sotto Olof III di Svezia;
- Håkon Eiriksson, governatore della Norvegia sotto Canuto I d'Inghilterra;